# Горки (Веревское сельское поселение)
Го́рки (фин. Korkanmäki) — деревня в Гатчинском муниципальном округе Ленинградской области.

## История
Упоминается на шведской «Генеральной карте провинции Ингерманландии» 1704 года как деревня Järkova.
На «Географическом чертеже Ижорской земли» Адриана Шонбека 1705 года — как Гаркова.
На «Топографической карте окрестностей Санкт-Петербурга» Военно-топографического депо Главного штаба 1817 года обозначена как деревня Горки из 8 дворов у слияния рек Лиговка и Ижора.
Деревня Горки из 10 дворов обозначена на «Топографической карте окрестностей Санкт-Петербурга» Ф. Ф. Шуберта 1831 года.

ГОРКИ — деревня принадлежит Самойловой, графине, число жителей по ревизии: 44 м. п., 43 ж. п. (1838 год)

В пояснительном тексте к этнографической карте Санкт-Петербургской губернии П. И. Кёппена 1849 года она записана как деревня Korkanmäki (Горки), а также указано количество её жителей на 1848 год: савакотов — 49 м. п., 51 ж. п., всего 100 человек и 2 человека эвремейсов.

ГОРКИ — деревня Царскославянского удельного имения, по просёлочной дороге, число дворов — 11, число душ — 53 м. п. (1856 год)

Согласно «Топографической карте частей Санкт-Петербургской и Выборгской губерний» в 1860 году деревня называлась Горка, в ней было 14 крестьянских дворов.

ГОРКА — деревня удельная при реке Ижоре, число дворов — 14, число жителей: 71 м. п., 58 ж. п. (1862 год)

В 1879 году деревня называлась Горки и насчитывала 14 дворов.

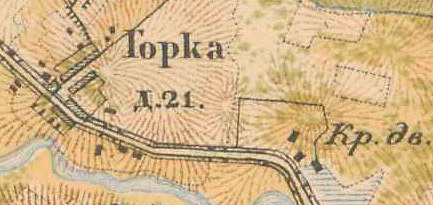
План деревни Горки. 1885 год

В 1885 году деревня называлась Горка и насчитывала 21 двор.
В конце XIX века деревня административно относилась к Мозинской волости 1-го стана Царскосельского уезда Санкт-Петербургской губернии, в начале XX века — 4-го стана. Население деревни было однородным — финским.
К 1913 году количество дворов увеличилось до 32.
С 1917 по 1923 год деревня Горки входила в состав Руссоловского сельсовета Мозинской волости Детскосельского уезда.
С 1923 года в составе Гатчинской волости.
Согласно данным переписи населения СССР 1926 года в деревне Горки Романовского сельсовета Троцкой волости Троцкого уезда проживали 206 человек, все финны.
С 1928 года в составе Лукашского сельсовета.
По данным 1933 года деревня называлась Горки и входила в состав Лукашского финского национального сельсовета Красногвардейского района.
С 1939 года в составе Романовского сельсовета.
В 1940 году население деревни Горки составляло 331 человек.
Деревня была освобождена от немецко-фашистских оккупантов 24 января 1944 года.
С 1959 года в составе Антелевского сельсовета.
В 1965 году население деревни Горки составляло 158 человек.
По данным 1966 и 1973 годов деревня Горки входила в состав Антелевского сельсовета.
По данным 1990 года деревня Горки входила в состав Веревского сельсовета.
В 1997 году в деревне проживали 68 человек, в 2002 году — 74 человека (русские — 99%).
По состоянию на 1 января 2006 год в деревне числилось 31 домохозяйство и 40 дач, общая численность населения составляла 55 человек.
В 2007 году — 52 человека.

## География
Деревня расположена в северной части района на автодороге 41К-010 (Красное Село — Гатчина — Павловск).
Расстояние до административного центра поселения, деревни Малое Верево — 6 км.
Расстояние до ближайшей железнодорожной платформы Старое Мозино — 1,5 км.
Деревня находится на левом берегу реки Ижора.

## Демография
| 2006 | 2007 | 2010 | 2017 |
| ---- | ---- | ---- | ---- |
| 55   | ↘52  | ↗95  | ↗174 |

### Национальный состав
Согласно данным Всероссийской переписи населения 2021 года в деревне проживали 592 человека, из них:
 русские — 571, грузины — 9, украинцы — 6, таджики — 3, армяне — 1, татары — 1, другие национальности — 1 человек.

## Известные уроженцы
- Пюльзю, Александр Петрович (1938—1999) — кандидат сельскохозяйственных наук, основатель и первый редактор журнала «Сельскохозяйственные вести»[30][31].

## Улицы
переулок Архитекторов, Благодатная, Васильковская, Верхняя, Волосовская, Волховская, Добрая, Достоевского, Зеленогорский переулок, Киевская, Кингисеппская, Киришская, Круговая, Крылова, Лавандовая, Лермонтова, Ломоносовская, Лужская, Некрасова, Павловское шоссе, Полевая, Пушкина, Репина, Речная, Сестрорецкий переулок, Славная, Славянская, Солнечный переулок, Строителей, Счастливая, Тёплая, Тихвинская, Толстого, Тосненская, Тургенева, Удачная, Успешная, Уютная, Центральная, Чехова.